# Антъни Хоровиц
Антъни Хоровиц (на английски: Anthony Horowitz) е плодовит английски сценарист и писател на бестселъри в жанра трилър, хорър, шпионски и юношески роман.

## Биография и творчество
Антъни Хоровиц е роден на 5 април 1956 г. в Станмор, Северен Лондон, Англия, в богато еврейско семейство. Още на 8 години чете много книги от библиотеката на баща си и иска да стане писател. Учи в интерната „Орли Фарм“ в Хароу, Графство Мидълсекс, и в гимназия „Ръгби“, Лондон. Дипломира се през 1977 г. с бакалавърска степен по Английски език от Университета на Йорк.
Хоровиц започва писателската си кариера като автор на юношеска литература. Първото му произведение, хумористичния роман „Enter Frederick K Bower“ от едноименната поредица, е издадено през 1978 г. През 1981 г. публикува първия си самостоятелен роман „Misha, the Magician and the Mysterious Amulet“. След него се премества в Париж, за да пише следващия си роман „The Devil's Door-Bell“ от поредицата „Пентаграм“, който е издаден през 1983 г. Следват много приключенски романи за детско-юношеската аудитория. През 1980 г. писателят започва да пише за киното и телевизията като автор и сценарист.
Хоровиц става известен с романа си „The Falcon's Malteser“ от поредицата „Братя Даймънд“ излязъл през 1986 г. През 1989 г. той е екранизиран във филма „Just Ask for Diamond“ с участието на Колин Дейл, Дърсли Маклиндън, Бил Патерсън, Сузана Йорк, и Патриша Ходж.
През 1988 г. е издаден фентъзи романът „Groosham Grange“ от едноименната поредица, който се базира на спомените от годините му, прекарани в интерната. Той е удостоен с наградата за детска книга на годината на Лакашър.
На 15 април 1988 г. в Хонконг се жени за Джил Грийн. Имат двама сина – Никълас и Касиан.
В началото на новото хилядолетие с романа „Стормбрейкър“ започва известната си поредица „Алекс Райдър“, удостоена с различни награди за детска книга на годината. Главният герой е 14-годишно момче, което става супершпионин към английската секретна служба МИ6. „Стормбрейкър“ е екранизиран през 2006 г. с участието на Алекс Петифър, Мики Рурк и Сара Болдър.
През 2004 г. Антъни Хоровиц започва да пише и за възрастни, като първият му роман е „The Killing Joke“.
През 2005 г. започва издаването и на другата си известна фентъзи поредица „Вратарите“ с романа „Raven's Gate“, а през 2010 г. и поредицата „Легенди“.
През 2011 г. издава романа си „Домът на коприната“, в който възражда легендарния детектив Шерлок Холмс. Книгата е одобрена от Фондация „Конан Дойл“ и става международен бестселър. За „поемането на щафетата“ от Сър Артър Конан Дойл, Хоровиц казва: „Влюбих се в историите за Шерлок Холмс, още когато бях на 16 години и оттогава съм ги чел много пъти. Просто не устоях на изкушението да напиша ново приключение на тази икона и целта ми беше да създам първокласна мистерия за съвременните читатели и в същото време да запазя напълно духа на оригинала.“ През 2014 г. историята за Холмс е продължена в романа „Мориарти“.
През 2014 г. писателят е удостоен с отличието „Офицер на ордена на Британската империя“ за заслугите си към литературата.
Антъни Хоровиц живее със семейството си в Лондон.

## Произведения

### Самостоятелни романи
- Misha, the Magician and the Mysterious Amulet (1981)
- Adventurer (1987)
- New Adventures of William Tell (1987)
- Granny (1994)
- The Switch (1996)
- The Devil and His Boy (1998)
- Mindgame (2001)
- The Killing Joke (2004)
- Magpie Murders (2016)
- The Word is Murder (2017)

### Серия „Фредерик К. Бауър“ (Frederick K Bower)
1. Enter Frederick K Bower (1978)
2. The Sinister Secret of Frederick K. Bower (1979)

### Серия „Пентаграм“ (Pentagram Chronicles)
1. The Devil's Door-Bell (1983)
2. The Night of the Scorpion (1985)
3. The Silver Citadel (1986)
4. Day of the Dragon (1989)

### Серия „Братя Даймънд“ (Diamond Brothers)
1. The Falcon's Malteser (1986) – издадена и като „Just Ask for Diamond“
2. Public Enemy Number Two (1987)
3. South by South East (1991)
4. The French Confection (2003)
5. The Blurred Man (2003)
6. I Know What You Did Last Wednesday (2003)
7. The Greek Who Stole Christmas (2007)
8. Where Seagulls Dare (2022)

- Three of Diamonds (2004)
- Four of Diamonds (2012)
- Two of Diamonds (2013)

### Серия „Гросман Грейндж“ (Groosham Grange)
1. Groosham Grange (1988)
2. The Unholy Grail (1990) – издадена и като „Return to Groosham Grange“

### Серия „Алекс Райдър“ (Alex Rider)
1. Стормбрейкър, Stormbreaker (2000) – награда за детска книга на годината
2. Point Blanc (2001)
3. Skeleton Key (2002) – награда „Ред Хаус“ за детска книга на годината
4. Eagle Strike (2003)
5. Scorpia (2004)
6. Ark Angel (2005) – британска награда за детска книга на годината
7. Snakehead (2007)
8. Crocodile Tears (2009)
9. Scorpia Rising (2011)
10. Russian Roulette: The Story of an Assassin (2013)
11. Never Say Die (2017)
12. Nigtshade (2020)

- The Gadgets (2005)
- The Mission Files (2008)
- Quite a Ride (2010)

по поредицата са направени и графични романи

### Серия „Покет Хоровиц“ (Pocket Horowitz)
сборници с хорър новели
1. Burnt (2002)
2. Killer Camera (2002)
3. Night Bus (2002)
4. The Phone Goes Dead (2002)
5. Scared (2002)
6. Twist Cottage (2002)

### Серия „Вратарите“ (Power of Five / Gatekeepers)
1. Raven's Gate (2005)
2. Evil Star (2006)
3. Nightrise (2007)
4. Necropolis: City of the Dead (2008)
5. Oblivion (2012)

по поредицата са направени и графични романи

### Серия „Легенди“ (Legends)
1. Battles and Quests (2010)
2. Beasts and Monsters (2010)
3. Heroes and Villains (2011)
4. Death and the Underworld (2011)
5. Tricks and Transformations (2012)
6. The Wrath of the Gods (2012)

### Серия „Шерлок Холмс“ (Sherlock Holmes)
1. Домът на коприната, The House of Silk: A Sherlock Holmes Novel (2011)
2. Мориарти, Moriarty (2014)
3. The Three Monarchs (2014)

### Участие в общи серии с други писатели

#### Серия „Робин от Шерууд“ (Robin of Sherwood)
3. The Hooded Man (1986) – с Ричард Карпентър
от серията има още 3 романа от Ричард Карпентър

#### Серия „Джеймс Бонд“ (James Bond)
39. Trigger Mortis (2015)

### Пиеси
- A Handbag (2011)

### Новели
- The Double Eagle Has Landed (2011)

### Сборници
- Starting Out (1990)
- Myths and Legends (1991)
- Horowitz Horror (1999)
- More Horowitz Horror (2000)
- The Kingfisher Book of Myths and Legends (2003)
- The Complete Horowitz Horror (2008)
- Bloody Horowitz (2010)
- More Bloody Horowitz (2010)
- Midnight Feast: Warchild (2011) – с Мег Кабът, Оуън Колфър, Гарт Никс, Луис Ренисън и Дарън Шан
- RED (2012) – със Сесилия Ахърн, Рейчъл Куск, Макс Хейстингс, Виктория Хислъп, Ема Донахю, Ханиф Курейши, Андрю Моушън и Уил Селф

### Документалистика
- The Myths and Mythology (1985)

### Екранизации и сценарии
- 1986 Robin of Sherwood – тв сериал
- 1987 Boon – тв сериал, 1 епизод
- 1987 Crossbow – тв сериал, 1 епизод
- 1988 Just Ask for Diamond – сценарий по „The Falcon's Malteser“
- 1989 The Adventures of William Tell
- 1988 – 1989 Dramarama – тв сериал, 2 епизода
- 1989 The Saint: The Brazilian Connection – тв филм
- 1990 The Gift – тв минисериал
- 1991 The Diamond Brothers – тв сериал
- 1994 Anna Lee – тв сериал, 3 епизода
- 1995 The Last Englishman – тв филм
- 1995 Chiller – тв сериал, 2 епизода
- 1996 Murder Most Horrid – тв сериал, 1 епизод
- 1997 Crime Traveller – тв сериал
- 1997 The Vanishing Man – тв сериал, 1 епизод
- 1997 – 2000 Midsomer Murders – тв сериал
- 1991 – 2001 Agatha Christie's Poirot – тв сериал
- 2001 – 2003 Murder in Mind – тв сериал
- 2002 Menace – тв минисериал
- 2002 – 2015 Foyle's War – тв сериал, награда на БАФТА
- 2003 The Gathering
- 2006 Stormbreaker
- 2009 Collision – тв минисериал
- 2011 Injustice – тв минисериал
- 2016 The Adventures of Tintin: Prisoners of the Sun